# Cool (chanson de Christophe Willem)
Pour les articles homonymes, voir Cool.
Singles de Christophe Willem
Sensitized
(2010) Si mes larmes tombent
(2012)
Pistes de Prismophonic
Starlite L'amour me gagne
Cool est une chanson francophone de Christophe Willem, sortie le 20 septembre 2011. C'est le premier single de l'album Prismophonic. Une version anglaise au même nom a été enregistrée pour l'album Love Shot Me Down, sorti en 2012.

## Autour de la chanson
Les paroles de Cool ont été écrites par Franck Deweare et la musique électro-pop composée par William Rousseau, Jean-Pierre Pilot et Olivier Schultheis. Ces deux derniers ont également composé une grande partie du premier album de Christophe Willem, Inventaire, dont les tubes Double je et Jacques a dit. Ils ont également composé la musique de Berlin, à laquelle William Rousseau à également contribué.
Le producteur de musique britannique Steve Anderson a réalisé la chanson, tout comme le reste de l'album. Il est surtout connu pour son travail avec Kylie Minogue.
Les paroles ont été adaptées en anglais par Daniel Clifford pour l'album Love Shot Me Down, la version anglaise de Prismophonic, parue en 2012.
Les deux versions de Cool, française et anglaise, ont été enregistrées à Londres.

## Clip
Le clip de Cool se déroule dans un hôpital psychiatrique. Il commence avec une infirmière qui apporte deux pilules, une rouge et une bleue, à Christophe Willem, qui est un des patients, léthargique et assis dans un fauteuil roulant. Il prend la pilule bleue et commence à chanter. Les pilules portent l'inscription "W". Il continue à chanter lorsqu'il est transporté sur une civière, quand il est mis dans une salle d'observation où il porte une camisole de force, en salle de thérapie où il voit apparaître des tâches de sang partout.
Dans un entretien accordé au TV Magazine, Christophe Willem raconte :

« J'ai trouvé ça drôle de faire un clin d'œil à « Double je » et je me suis dit : on va faire la suite. Dans le premier clip, on m'a laissé dans une psychothérapie de groupe et, dans celui-ci, je suis dans un état psychiatrique complètement déjanté. »

Le clip, réalisé par Colin Minihan, a été tourné dans un ancien site de production d'écrans LCD à Toronto.

## Accueil
Jean-Christian Hay de Gala décrit le titre comme « morceau dance et électro à souhait qui confirme le virage pris par l'artiste avec Caféine ». Il continue que les « premières notes de Cool ne donnent qu’une envie: aller s’éclater sur un dancefloor ». Selon Télé-Loisirs, le « single se veut rétro, mais aussi pop électro » et le site Purepeople décrit la chanson comme « très rythmé, très dansant » et écrit que « le morceau est un tube annoncé ».
Le site Ozap écrit:

« [L]e clip est [...] très travaillé et tranche avec la plupart des productions des artistes français. Un peu comme le titre, en somme, puisque "Cool", avec sa production pop-électro n'a pas à rougir face à certains hits internationaux actuels et positionne Christophe Willem comme le seul artiste masculin français à proposer un son 100% pop. »

Kate Herchuez du Figaro trouve le clip « esthétiquement réussie et terriblement énergique » et Jonathan Hamard de Charts in France le décrit comme « très moderne et lumineux ».

## Classements
La chanson fait son entrée dans le Top 50 français lors de la semaine du 24 septembre 2011, à la 29e position, mais quitte le classement dès la semaine suivante. Elle effectue un retour deux mois plus tard, à la 39e place, mais chute rapidement et sort du classement après quatre semaines au total. Dans le classement iTunes en France, le titre s'est classé pendant 36 jours, atteignant la 2e position.
En Belgique francophone, le titre fait son entrée à la 29e position le 1er octobre 2011, avant de disparaître pendant deux mois. Il réintègre l'Ultratop 50 à la 32e place lors de la semaine du 3 décembre 2011. Cette fois, Cool se maintient dans le classement pendant 9 semaines consécutives, pour une durée totale de 10 semaines.
| Pays                 | Charts      | Meilleure position |
| -------------------- | ----------- | ------------------ |
| Belgique francophone | Ultratop 50 | 29                 |
| France               | Top 50      | 29                 |